# Skövde Nyheter

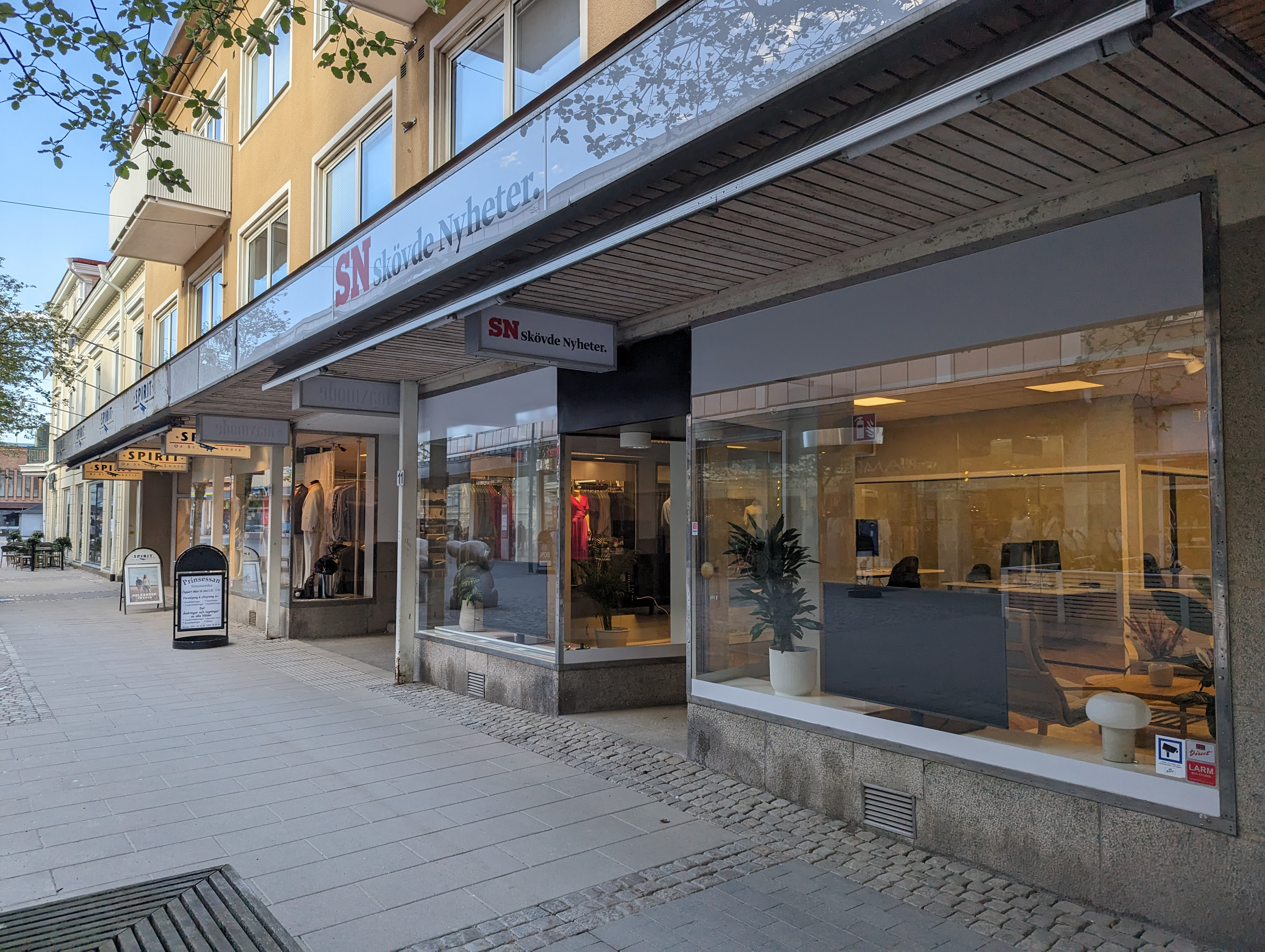
Huvudkontoret i Skövde

Skövde Nyheter (förkortat SN) är en svensk dagstidning, som ägs av Bonnier News Local, och har utkommit i olika omgångar sedan 1907. Tidningsredaktionen har sitt säte i Skövde. Den politiska tendensen angavs vanligen som frisinnad, liberal eller folkpartistisk fram till 2000, då den blev borgerlig . 
Bland dess redaktörer märks professorn Natanael Beckman (1907), riksdagsmannen Gustaf Sjöberg (1907–1908) samt Petrus Österdahl (1929–1974). 

## Historia
1907–1915 gick tidningen under namnet Billingen, innan den 1915 bytte namn till Skaraborgs-Tidningen, vilket var tidningsnamnet fram till 1958.
Utgivningstakten var två gånger i veckan fram till 1915, varefter den blev tredagarstidning fram till 1969 med undantag för en period med sexdagarsutgivning 1918–1921. 
Mellan 1928 och 1975 leddes och ägdes tidningen av Petrus Österdahl (1894–1982), och 1969 ökades utgivningen till fem dagar i veckan och 1978 till sex dagar i veckan. Tidningen hade en upplaga kring 3 000 exemplar fram till 1960-talets början.
1975 övertogs tidningen av Sture Rikner (1920–98), som drev Skövde Nyheter fram till 1986. Tidningens upplaga fortsatte att stiga, och låg runt 10 000 mottagare fram till 1990-talet.
Tidningen såldes 1986 till Herenco AB och Nya Lidköpings-Tidningen, men efter 1994 ägdes den endast av Herenco AB. 
1996 slogs Skövde Nyheter samman med Falköpings Tidning, Skaraborgs Läns Tidning och Västgöta-Bladet i tidningsgruppen Västgöta-Tidningar inom Herencos bolag Hallpressen, senare Hall Media. 
År 2007 lades Skövde Nyheter ned, och ersattes av gratistidningen SN-magasinet, som delades ut till alla hushåll en gång i månaden.
I början av 2011 ökades utgivningstakten till en gång i veckan och namnet Skövde Nyheter återtogs. I november 2011 lanserades också den gratis nyhetssajten skovdenyheter.se, och 2016 lanserades även tidningen som app. 
2018 fick tidningen hård kritik av Skövde kommun för att man påstått att kommunen ska sluta servera ägg på Skövde kommuns äldreboenden med syftet att spara pengar utan att kontrollera sakuppgifterna med kommunen
2019 anslöt sig Skövde Nyheter till systertidningarna Falköpings Tidning, Skaraborgs Läns Tidning och Västgöta-Bladets betalsystem på webben, och började med digitala prenumerationer för läsarna. 
2020 såldes Hall Media till Bonnier News Local. I samband med Bonnier News Locals köp tillträdde Patricia Svensson som ansvarig utgivare och chefredaktör. I september 2022 tog Adam Jönsson över som ansvarig utgivare och chefredaktör
Den 1 december 2023 tog Annelie Hüllert Storm över uppdraget som ansvarig utgivare och chefredaktör.